# Karl Anton von Martini
Karl Anton von Martini, baron de Wasserberg (né le 15 août 1726 à Revò, dans l'archidiocèse de Trente, et mort le 7 août 1800 à Vienne) est un juriste et un philosophe juridique autrichien des Lumières.

## Biographie
Martini est le fils aîné du notaire Carlo Ferdinando de Martini. De 1739 à 1741, il est placé au lycée jésuite de Trente. En 1741, il commence ses études à Innsbruck. Initié au droit naturel, au droit de l’État et à l'histoire impériale, il approfondit ses connaissances en droit naturel à l'Université de Vienne de 1747 à 1750, puis à Prague, aux Pays-Bas, en Espagne et en Lombardie.

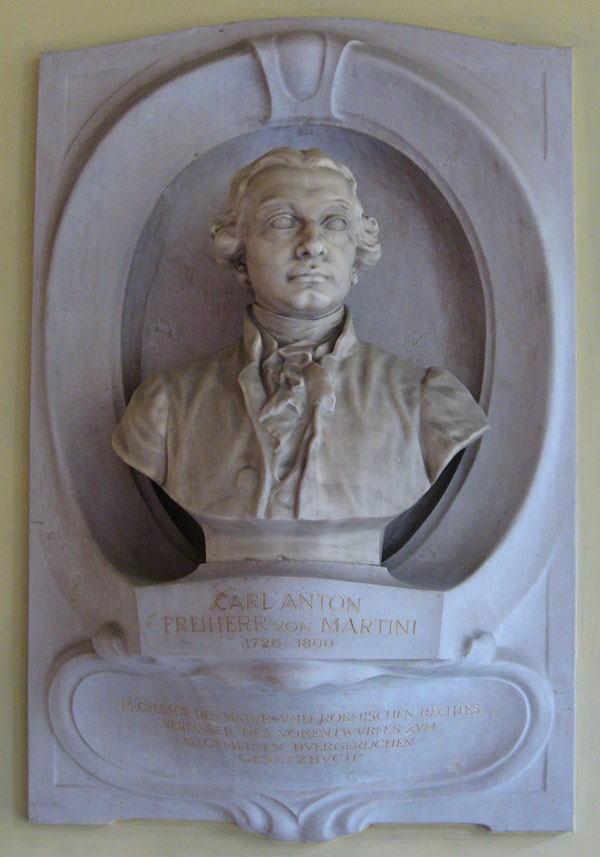
Buste de Martini dans l'Université de Vienne

En 1754, il devient professeur de droit institutionnel et de droit naturel à Vienne. Il écrit des manuels d'histoire du droit, de droit naturel et de droit de l'État qui seront utilisés dans tous les pays des Habsbourgs jusqu'à la fin du siècle. Parmi ses élèves se trouvent Joseph von Sonnenfels et Franz Zeiller, ainsi qu'un grand nombre de juristes, de théologues et d'écrivains, qui façonneront les réformes de Joseph II. De 1761 à 1765, il enseigne le droit à Pierre-Léopold de Habsbourg-Lorraine, futur grand-duc de Toscane et empereur, ainsi qu'aux quatre autres enfants de Marie-Thérèse d'Autriche.
À partir de 1760, Martini étudie la question des reformes universitaires. En 1765, il réforme l'Université d'Innsbruck. Il siège en tant que juge à la Obersten Justizstelle (ancêtre de la Cour Suprême) dès 1764 et à la Commission législative dès 1773. Joseph II le nomme au Conseil d'État en 1782. Il y est responsable des politiques ecclésiastiques, scolaires et universitaires ainsi que des réformes judiciaires, réformes dont il s'assure de l'application en Lombardie, en Bohême puis aux Pays-Bas. Toutefois, ses désaccords avec la modération de Joseph II lui font perdre sa charge. Les empereurs suivant lui permettent tout de même d'être Président de l'Obersten Justizstelle. Durant cette période, il travaille sur la codification civile, posant les pierres du Code Civil Général autrichien de 1811.
Aux côtés de son élève Franz von Zeiller, Martini est considéré, en Autriche, comme le plus ardent défenseur du droit rationnel. Sa théorie du droit naturel est imprégnée de la méthodologie de Christian Wolff, faisant de lui un opposant à la théologie et à la scolastique.